# Giovanni Sartori
(Giovanni Sartori)
Giovanni Sartori (Firenze, 13 maggio 1924 – Roma, 4 aprile 2017) è stato un politologo e sociologo italiano.
È considerato uno dei massimi esperti di scienza politica a livello internazionale e il più importante scienziato politico italiano. In Italia si deve a lui la nascita della scienza politica come disciplina accademica. Autore di fondamentali volumi tradotti in una molteplicità di lingue, Sartori ha scritto di democrazia, di partiti e di sistemi di partito, di teoria politica e di analisi comparata, di ingegneria costituzionale. È stato insignito di otto lauree honoris causa e nel 2005 ha ricevuto il prestigioso Premio Principe delle Asturie, considerato il Nobel delle scienze sociali. Dal 1979 al 1994 ha ricoperto la prestigiosa cattedra Albert Schweitzer Professor in the Humanities alla Columbia University ed è stato professore emerito di Scienza politica all'Università di Firenze. È stato editorialista per il Corriere della Sera.

## Biografia
Nacque a Firenze, figlio unico di Dante Sartori ed Emilia Quentin. Frequentò il liceo classico conseguendo la maturità nel giugno 1942; venne chiamato alle armi nel settembre del 1943 dalla RSI e passò un anno e mezzo nascosto in una stanza. In quel periodo lesse tutti i libri che riuscì a procurarsi: Croce, Gentile, Hegel, Kant; queste letture costituirono la base dei suoi successivi corsi universitari di Storia della Filosofia Moderna.
La scienza della politica è la materia che Sartori ha insegnato, prima come incaricato (1956-63) e poi come professore ordinario (1966-76) sino a quando lasciò l'Università di Firenze. In quegli anni Sartori non poteva contare su un concorso nella disciplina che era il solo a insegnare. 
Dovette cercare una entrata laterale, e così si presentò nel 1963 al primo concorso di Sociologia indetto in Italia, entrando al secondo posto nella terna. Subito chiamato a Firenze alla cattedra di Sociologia applicata insegnò la materia per tre anni come professore straordinario (1963-66), per poi tornare come ordinario alla Scienza della Politica. 
Per conquistare la prima cattedra italiana di scienza politica, "aveva dovuto lottare contro gli «opposti estremismi» antipositivistici che dominavano, mezzo secolo fa, il paesaggio culturale italiano: il materialismo marxista e l'idealismo crociano, così diversi nell'ispirazione ma uniti nel rifiuto del metodo scientifico nell'analisi della realtà dell'uomo".
Si iscrisse alla Facoltà di Scienze Politiche Cesare Alfieri dell'Università di Firenze. Nel 1946, dopo la laurea: «Sartori trascorse un periodo di studio negli Stati Uniti; lì venne a contatto con la nascente "rivoluzione comportamentista" che stava ripensando radicalmente il metodo delle scienze politiche in nome di una ricerca empirica e, benché di formazione crociana e nonostante la condanna che Croce aveva pronunciato contro Vilfredo Pareto, tornato in Italia divenne dagli anni Cinquanta ai Settanta il paladino di tale nuova scienza politica».
All'Università di Firenze, dove Sartori iniziò la sua carriera accademica, insegnò come professore incaricato del "Cesare Alfieri" tra il 1950 e il 1956. Nel frattempo aveva conseguito la libera docenza in Storia della Filosofia Moderna (1954), e poco dopo di Dottrina dello Stato (1955).
Nel 1956 passò all'insegnamento di Scienza della Politica, una nuova materia appena inserita nello statuto della Facoltà fiorentina; "forte degli studi di logica fatti in gioventù e della sua conoscenza delle scienze sociali contemporanee, sviluppa a più riprese, e in più pubblicazioni, un «discorso sul metodo» la cui influenza sui politologi è stata per lo meno pari a quella esercitata dai suoi lavori sulla democrazia e sui partiti" che già lo avevano qualificato come il rinnovatore di "una tradizione di studi che risale a Max Weber e a Joseph Schumpeter". Già nel settembre 1959, in occasione del quarto Congresso mondiale di sociologia a Stresa, Sartori seppe contrapporre la sua concezione, dell'utilità empirica del concetto di élite, alla posizione del maggior esperto statunitense della materia, Robert Dahl.
Fu anche Preside della Facoltà di Scienze Politiche di Firenze nel triennio "rivoluzionario" 1969-1971. In quel periodo riuscì a far funzionare la sua Facoltà con voti, esami e lezioni regolari: il che gli meritò ancora da giovane, nel 1971, la Medaglia d'oro per meriti culturali ed educativi del Presidente della Repubblica. 
Tra i suoi allievi e assistenti, durante gli anni di insegnamento a Firenze, si annoverano Stefano Passigli, Gianfranco Pasquino, Domenico Fisichella, Giuliano Urbani, Roberto D'Alimonte e Leonardo Morlino. 
L'anno 1976 segnò una svolta nella sua vita: da un lato il suo testo Parties and Party Systems lo lanciò nel panorama politologico internazionale a livello dei massimi teorici della materia. Dall'altro lato, "infastidito dalla demagogia protestataria degli studenti e soprattutto dalla mediocrità sindacalese dei docenti italiani, l'asinocrazia, decise di trasferirsi in America nel '76, dove ha insegnato gran parte della sua vita". 
Dopo un periodo a Stanford, ricevette la carica di Albert Schweitzer Professor in the Humanities alla Columbia University (USA) dal 1979 al 1994.
Nel 1971 fondò la Rivista italiana di scienza politica, di cui restò direttore fino al 2004, quando ne cedette la proprietà alla Società italiana di scienza politica.
Dall'inizio degli anni novanta è stato editorialista del Corriere della Sera, con il quale aveva già collaborato durante la direzione di Giovanni Spadolini (1968-1972).
Dal 2002 ha fatto parte dei garanti dell'associazione Libertà e Giustizia, dalla quale si è dimesso nel 2005, in polemica con l'intenzione (poi ritirata) di Carlo De Benedetti, promotore dell'associazione, di aprire a Silvio Berlusconi un fondo d'investimento da lui progettato.
Sartori può essere oggi considerato uno dei principali autori nel campo della Teoria della Democrazia, dei sistemi di partito e dell'ingegneria costituzionale nel mondo accademico internazionale.
È stato sposato con Giovanna di San Giuliano, e dall'autunno 2008 è stato fidanzato con l'artista italiana Isabella Gherardi, con la quale si è unito in matrimonio nell'ottobre del 2013.
Dal 12 maggio 2016 gli è stata dedicata una sala nella biblioteca del Senato, alla quale ha donato un importante fondo librario.
È morto il 4 aprile 2017 a causa di complicazioni respiratorie, ma per sua stessa volontà la notizia del suo decesso è stata comunicata tre giorni più tardi ad esequie avvenute.

## Pensiero

### Teoria dei sistemi partitici
Molto importante è la sua teoria riguardante la classificazione dei sistemi partitici.
Tale classificazione si basa sulla differenza tra il formato del sistema partitico e la meccanica funzionale.
Non sempre a un dato formato partitico corrisponde l'equivalente meccanica.
Quest'ultima può essere dei seguenti tipi:
Non democratici
- Sistema a partito unico: un sistema in cui non vi sono opposizioni legali (Germania nazista, Unione Sovietica, Italia fascista).
- Sistema a partito egemone: un sistema in cui, in un contesto non competitivo, vi sono altre formazioni politiche che contribuiscono all'elaborazione della linea di governo pur non avendo la possibilità di gestire direttamente il potere (Polonia comunista, Messico durante l'egemonia del Partito rivoluzionario istituzionale).

Democratici
- Sistema a partito predominante: un partito conquista in diverse legislature consecutive una maggioranza assoluta di seggi, senza che vi siano vincoli strutturali che impediscano l'alternanza.
- Pluralismo semplice / bipartitismo: due partiti si alternano al potere. La competizione tende a essere centripeta, ove si presume che vi sia il maggior numero di elettori fluttuanti.
- Pluralismo moderato / multipartitismo limitato: il numero dei partiti rilevanti non deve essere superiore a cinque. Due coalizioni si alternano al potere.
- Pluralismo polarizzato / multipartitismo estremo: numero di partiti superiore a cinque. un centro stabilmente al governo e una doppia opposizione – destra e sinistra – presenza di partiti con caratteri antisistemici. Tendenza centrifuga.
- Multipartitismo segmentato: numero di partiti superiore a cinque, ma con un basso livello di polarizzazione ideologica.
- Atomizzazione: numerosi partiti con poche preferenze.

Per determinare il livello di pluralismo partitico, ovvero per “contare i partiti che contano” (G. Pasquino), Sartori individua due possibili criteri di rilevanza, legati alla meccanica della costruzione delle coalizioni:
- potenziale di coalizione – cioè la capacità di un partito di formare coalizioni e la sua utilità all'interno della compagine governativa. Anche partiti piccoli secondo il criterio numerico possono essere rilevanti e talvolta addirittura indispensabile per la formazione di coalizioni governative.
- potenziale di intimidazione / ricatto – alcuni partiti possono non essere mai inclusi nelle coalizioni governative, ma avere un ruolo centrale grazie alla disponibilità di voti, di rappresentanza di interessi, di seggi parlamentari in misura tale da poter condizionare il funzionamento delle coalizioni governative, incidendo sulle attività e sulle politiche della coalizione, o perfino del sistema politico in toto.

Questi due criteri si affiancano ad altri criteri di conteggio utilizzati nella teoria dei sistemi di partito:
- criterio di rilevanza numerica, proposto da Maurice Duverger[24]
- criterio di rilevanza percentuale, proposto da Laakso e Taagepera, che fa riferimento alla percentuale di voti ottenuta dai partiti e che esprime nell'indice omonimo (Indice di Laakso-Taagepera) il livello complessivo di frammentazione del sistema partitico.

### Osservazioni sul sistema politico italiano
Al ritorno dagli Stati Uniti, nel 1994, «con i suoi editoriali, con i suoi interventi, tornò a vivere nella realtà italiana. Da allora e fino all'ultimo si è battuto per una democrazia rappresentativa e competitiva, nella quale il ruolo e le prerogative del Parlamento fossero ancora importanti». 
Pur amando definirsi un «ingegnere costituzionale», Sartori "era convinto che il vero male dell'Italia non stava in una Costituzione vecchiotta ma rispettabile, quanto nel cinismo di una classe politica, incapace di sacrificare il proprio interesse personale al bene comune, senza pari in Europa". 
Una delle sue più famose analisi riguarda il sistema politico italiano, già in Prima Repubblica "definito un «pluralismo polarizzato» contro la tesi del «bipartitismo imperfetto».
In riferimento alla Seconda Repubblica, rilevava che “un sistema uninominale a un turno innestato su un preesistente pluripartitismo non riduce ma invece moltiplica i partiti perché si fonda sul ricatto dei partitini” e "sosteneva il sistema francese: doppio turno di collegio e semipresidenzialismo". Alle elezioni politiche del 2008 propose di adottare uno schema di voto impropriamente denominato "disgiunto" in segno di protesta contro la legge elettorale (legge Calderoli) e contro l'impossibilità di esprimere preferenze nominali.
Ma le sue analisi trascendono la semplice tecnica elettorale, entrando nella sociologia della comunicazione: il suo “Homo videns” "focalizzava un mutamento antropologico di generazioni sottratte alla capacità di astrazione del pensiero dalla finta oggettivazione che offrono i teleschermi". Sartori rilevò che l’uso della televisione nelle campagne elettorali “facilita la vittoria di outsider improvvisati”; infatti “la videopolitica converte l’elezione in un evento altamente fortuito” dove il vincitore è il risultato di “un match televisivo determinato
prevalentemente dall’aspetto (la faccia che piace) e affidato a flashes, a messaggi persuasivi,
di dieci secondi” cosicché “l’elezione popolare diretta dei presidenti non dà più nessuna
garanzia di nulla, lasciandoci esposti, senza più filtri o ammortizzatori, rispetto al rischio
di una mal-selezione disastrosa”.

## Opere
- Da Hegel a Marx. La dissoluzione della filosofia hegeliana, Firenze, Università degli Studi, 1951.
- Etica e libertà in Kant, Firenze, Università degli Studi, 1953.
- La filosofia pratica di Benedetto Croce, Firenze, Università degli Studi, 1955.
- Croce etico-politico e filosofo della libertà, Firenze, Università degli Studi, 1956.
- Democrazia e definizioni, Bologna, Il Mulino, 1957; 1969.
- Questioni di metodo in scienza politica, Firenze, Università degli Studi, 1959.
- Il Parlamento italiano. 1946-1963, ricerca diretta da, Napoli, Edizioni Scientifiche Italiane, 1963.
- Partiti e sistemi di partito. Corso di scienza politica. A. acc. 1964-1965, Firenze, Università degli Studi, 1965.
- Stato e politica nel pensiero di Benedetto Croce, Napoli, Morano, 1966.
- Antologia di scienza politica, a cura di, Bologna, Il Mulino, 1970.
- Correnti, frazionismo e fazioni nei partiti politici italiani, a cura di, Bologna, Il Mulino, 1973.
- Parties and Party Systems. A framework for analysis, Cambridge, Cambridge University Press, 1976. ISBN 0-521-29106-2.
- Il cittadino totale. Partecipazione, eguaglianza e libertà nelle democrazie d'oggi, Torino, Centro di ricerca e documentazione Luigi Einaudi, 1977.
- La politica. Logica e metodo in scienze sociali, Milano, SugarCo, 1979.
- Teoria dei partiti e caso italiano, Milano, SugarCo, 1982.
- Elementi di teoria politica, Bologna, Il Mulino, 1987. ISBN 88-15-01252-4; 1990. ISBN 88-15-02503-0; 1995. ISBN 88-15-09081-9.
- The Theory of Democracy Revisited, 2 voll., Chatham, N.J., Chatham House, 1987. ISBN 0-934540-49-7.

I, The contemporary debate
II, The classical issues
- La comparazione nelle scienze sociali, a cura di e con Leonardo Morlino, Bologna, Il Mulino, 1991. ISBN 88-15-02960-5.
- Seconda Repubblica? Sì, ma bene, Milano, Rizzoli, 1992. ISBN 88-17-84109-9.
- Partidos y sistemas de partidos. Marco para un análisis, Madrid, Alianza editorial, 1992. ISBN 84-206-2267-2.
- Democrazia. Cosa è, Milano, Rizzoli, 1993. ISBN 88-17-84216-8; 2007. ISBN 978-88-17-01531-8.
- Comparative Constitutional Engineering. An inquiry into structures, incentives and outcomes, London, Macmillan, 1994. ISBN 0-333-62966-3.
- Ingegneria costituzionale comparata. Strutture, incentivi ed esiti, Bologna, Il Mulino, 1995. ISBN 88-15-05189-9; 1996. ISBN 88-15-05469-3; 1998. ISBN 88-15-06784-1; 2000. ISBN 88-15-07768-5; 2004. ISBN 88-15-09636-1.
- Come sbagliare le riforme, Bologna, Il Mulino, 1995. ISBN 88-15-05138-4.
- Homo videns. Televisione e post-pensiero, Roma-Bari, Laterza, 1997. ISBN 88-420-5355-4; 1998. ISBN 88-420-5355-4; 1999. ISBN 88-420-5778-9.
- Studi crociani, 2 voll., Bologna, Il Mulino, 1997. ISBN 88-15-05532-0.

I, Croce filosofo pratico e la crisi dell'etica
II, Croce etico-politico e filosofo della libertà
- Pluralismo, multiculturalismo e estranei. Saggio sulla società multietnica, Milano, Rizzoli, 2000. ISBN 88-17-86515-X; Milano, Biblioteca universale Rizzoli, 2002. ISBN 88-17-12808-2.
- La Terra scoppia. Sovrappopolazione e sviluppo, con Gianni Mazzoleni, Milano, Rizzoli, 2003. ISBN 88-17-87173-7; 2004. ISBN 88-17-00251-8.
- Mala tempora, Roma-Bari, Laterza, 2004. ISBN 88-420-7122-6.
- Mala costituzione e altri malanni. Roma-Bari: Laterza, 2006. ISBN 88-420-7914-6.
- La democrazia in trenta lezioni, Milano, Arnoldo Mondadori Editore, 2008. ISBN 978-88-04-58079-9.
- Il sultanato, Roma-Bari, Laterza, 2009, ISBN 978-88-420-8914-8; 2010. ISBN 978-88-420-9404-3.
- Il paese degli struzzi. Clima, ambiente, sovrappopolazione, Milano, Ambiente, 2011. ISBN 978-88-96238-98-1.
- Logica, metodo e linguaggio nelle scienze sociali, Bologna, Il Mulino, 2011. ISBN 978-88-15-23282-3.
- La corsa verso il nulla. Dieci lezioni sulla nostra società in pericolo, Milano, Arnoldo Mondadori Editore, 2015. ISBN 978-88-04-65814-6.

## Riconoscimenti
È stato nominato Dottore Honoris Causa da:
- Università di Genova nel 1992;
- Università di Georgetown (USA) nel 1994;
- Università di Guadalajara (Messico) nel 1997;
- Università di Buenos Aires (Argentina) nel 1998;
- Università Complutense di Madrid (Spagna) nel 2001;
- Università di Bucarest (Romania) nel 2001;
- UNAM di Città del Messico (Messico) nel 2007.

Nel 1999 è stato nominato comendador della Ordem do Cruzeiro do Sul dal presidente della Repubblica Federale del Brasile, nel 2005 ha ricevuto il premio Principe delle Asturie per le scienze sociali dalla Fundación Príncipe de Asturias, e nel 2015, a Roma, è stato decorato dal presidente messicano Enrique Peña Nieto dell'Ordine dell'Aquila azteca.